# Prix José-Saramago

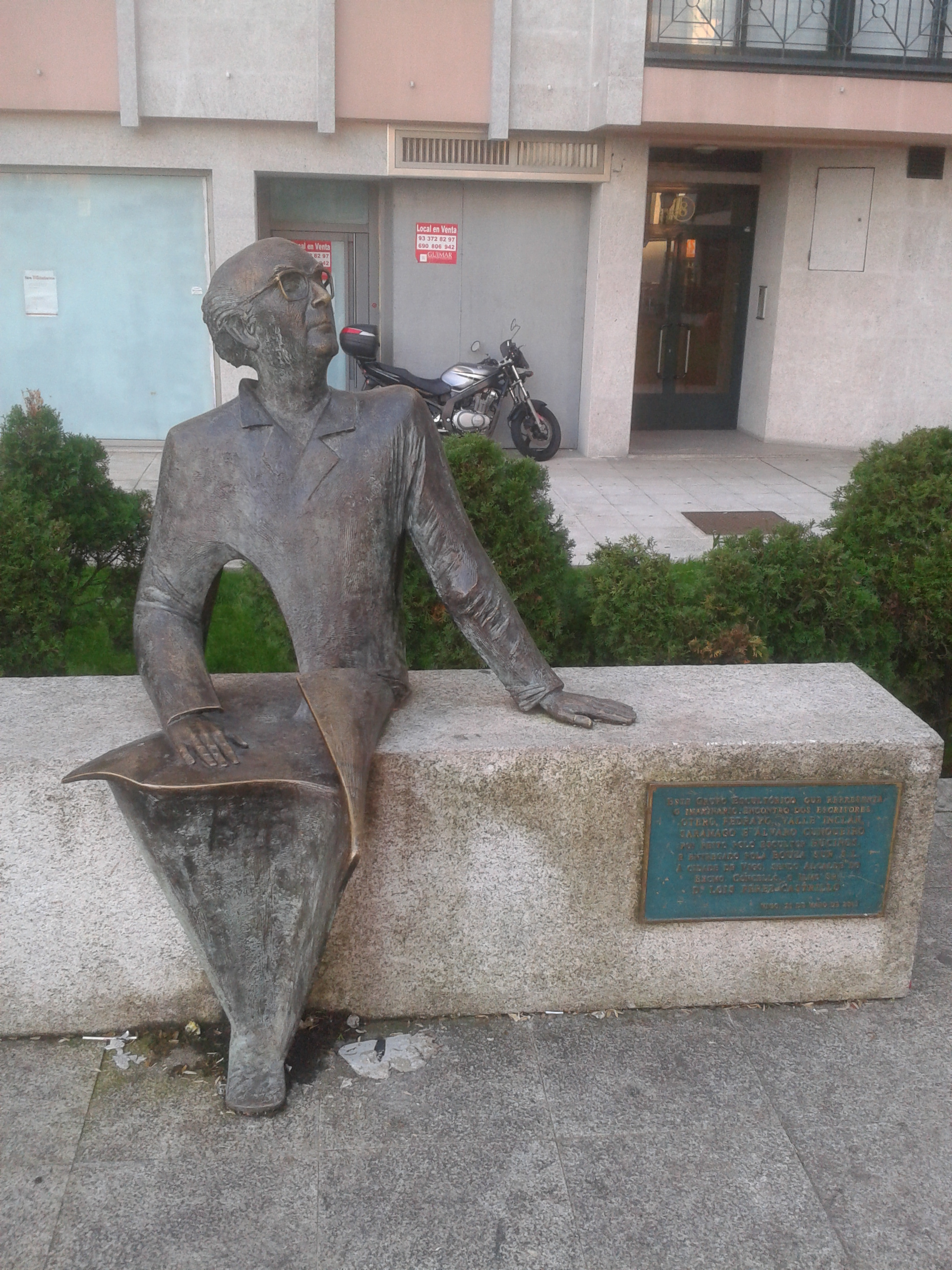
Statue représentant l'écrivain portugais José Saramago à Vigo en Espagne.

Le prix José-Saramago créé par la Fundação Círculo de Leitores en 1999, est attribué à une œuvre littéraire, écrite en langue portugaise par de jeunes auteurs, dont la première édition a été publié dans un pays de la lusophonie.
Ce prix célèbre l'attribution en 1998 du prix Nobel de littérature à l'écrivain portugais José Saramago, d'une périodicité bisannuelle, il a une valeur pécuniaire de 25 000 euros.

## Lauréats
| Année | Auteur             | Livre                          | Pays     |
| ----- | ------------------ | ------------------------------ | -------- |
| 1999  | Paulo José Miranda | Natureza Morta                 | Portugal |
| 2001  | José Luís Peixoto  | Nenhum Olhar                   | Portugal |
| 2003  | Adriana Lisboa     | Sinfonia em Branco             | Brésil   |
| 2005  | Gonçalo M. Tavares | Jerusalém                      | Portugal |
| 2007  | Valter Hugo Mãe    | O remorso de baltazar serapião | Portugal |
| 2009  | João Tordo         | As Três Vidas                  | Portugal |
| 2011  | Andrea del Fuego   | Os Malaquias                   | Brésil   |
| 2013  | Ondjaki            | Os Transparentes               | Angola   |